# 郴资桂公路
郴资桂公路是湖南省郴州市的一條重要公路，連接市內多個重要地方。2009年12月3日，郴资桂公路改扩建工程资兴段举行开工仪式工程概算投资约12亿元，设计路幅宽50—60米，双向八车道，两边为绿化和人行道，道路铺装全部实行路面加铺改性沥青。